# Tadeusz Konwicki

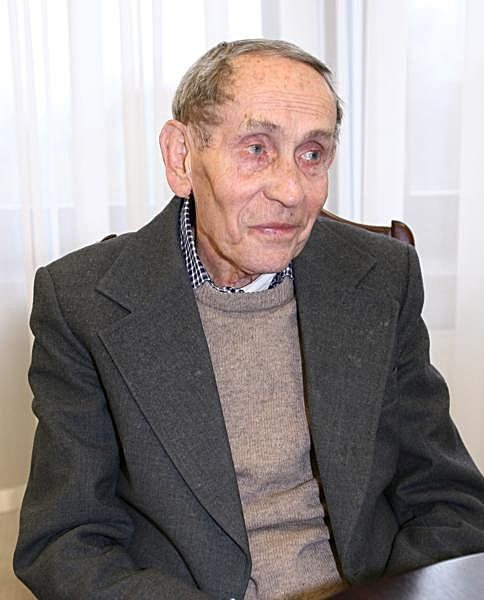
Tadeusz Konwicki en 2008

Tadeusz Konwicki (Nowa Wilejka, 22 de junio de 1926-Varsovia, 7 de enero de 2015) fue un escritor y director de cine polaco, miembro del Consejo del Idioma Polaco.

## Vida
Konwicki nació en 1926 en Nowa Wilejka, cerca de Vilna, donde pasó su niñez. Pasó su adolescencia también en esa ciudad, asistiendo a un gymnasium local. Al desatarse la Segunda Guerra Mundial, Vilna fue ocupada por la Unión Soviética y luego por la Alemania nazi, y toda la educación para polacos fue desestimada. Konwicki continuó sus estudios de mandera clandestina. En 1944, se unió a Armia Krajowa, tomando parte de la Operación Tempestad y Operación Ostra Brama. Luego de la guerra, Vilna fue anexada por la Unión Soviética y Konwicki fue expatriado.
En la primavera de 1945 Konwicki se mudó a Cracovia, donde se inscribió en la Universidad Jaguelónica. Comenzó a trabajar como periodista en el semanario Odrodzenie, mudándose a Varsovia en 1947 para continuar su trabajo en esta revista. En la capital, fue uno de los principales impulsores del Realismo socialista en literatura. En 1948 culminó sus memorias de sus años de milicia (Rojsty), pero el libro no fue publicado hasta 1956. Su debut literario fue la novela Construction Site (de 1950, Przy Budowie), a la que la siguió la novela Power (1954, Władza). Su novela de 1956 From a Besieged City (1956, Z oblężonego miasta) consiguió ser bastante popular.
Entre los años 1952-1966 se convirtió en miembro del Partido Obrero Unificado Polaco
Mediando los años 1950, Konwicki se desilusionó con el régimen comunista en Polonia perdió interés en el partido. Sus obras posteriores (comenzando por A Hole in the Sky (1959, Dziura w niebie), están mayormente relacionadas con la infancia del autor y la casi mítica, romántica tierra de su juventud.
Es mayormente conocido por dos novelas: The Polish Complex (1977) y A Minor Apocalypse (1979).

## Cine
Para esta época Konwicki se convirtió en el jefe del Estudio Fílmico "Kadr" y se lo comienza a reconocer como uno de los más importantes miembros de la Escuela Polaca de Cine. Como realizador de cine es conocido por su película ganadora del festival de Venecia de 1958: The Last Day of Summer (Ostatni dzień lata, 1958), All Souls' Day (Zaduszki, 1961), y sus obras maestras Salto (1962) y How Far Away, How Near (Jak daleko stąd, jak blisko (1973)), además de las adaptaciones al cine: del ganador del premio Nobel Czeslaw Milosz, Dolina Issy (1982), y del poema épico de Adam Mickiewicz, Dziady - Lawa (1990) .

## Obras
- Tadeusz Konwicki (1970). A Dreambook for Our Time (Sennik współczesny). The MIT Press. ISBN 0-14-004115-X.
- Tadeusz Konwicki (1977). The anthropos-spectre-beast (Zwierzoczłekoupiór). Oxford University Press. ISBN 0-19-271407-4.
- Tadeusz Konwicki (1982). The Polish Complex (Kompleks polski). Nueva York, Farrar Straus & Giroux. ISBN 1-56478-201-8.
- Tadeusz Konwicki (1983). A Minor Apocalypse (Mała apokalipsa). Nueva York, Farrar Straus & Giroux. ISBN 1-56478-217-4.
- Tadeusz Konwicki (1987). Moonrise, Moonset (Wschody i zachody księżyca). Nueva York, Farrar Straus & Giroux. ISBN 0-374-21241-4.
- Tadeusz Konwicki (1990). Bohin Manor (Bohiń). Nueva York, Farrar Straus & Giroux. ISBN 0-374-11523-0.
- Tadeusz Konwicki (1991). New World Avenue and Vicinity (Nowy Świat i okolice). New York, Farrar Straus & Giroux. ISBN 0-374-22182-0.
- Tadeusz Konwicki (1994). The Calendar and the Hourglass (Kalendarz i klepsydra). Review of Contemporary Fiction. ISBN B00092VYV8 |isbn= incorrecto (ayuda).